# Laurentius Blumentrost der Ältere
Laurentius Blumentrost der Ältere, russisch Лаврентий Алферьевич Блюментрост, (* 29. Oktober 1619 in Bothenheilingen; † 23. Oktoberjul. / 3. November 1705greg. in Moskau) war ein deutscher Mediziner, der Leibarzt des Zaren wurde.
Blumentrost studierte ab 1640 Medizin an der Universität Helmstedt, war 1642 Hauslehrer (Informator) in Braunschweig und studierte ab 1644 an der Universität Jena und ab 1647 an der Universität Leipzig, an der er 1648 über Skorbut promoviert wurde. 1649 war er städtischer Arzt (Stadtphysikus) in Sangerhausen und 1651/52 in Mühlhausen, wo er auch Ratsherr war. Danach war er Landarzt bei Herzog Ernst I. von Sachsen-Gotha. 1668 wurde er in Jena in Medizin promoviert und ging im selben Jahr als Leibarzt an den Hof des russischen Zaren Alexei I. Er war außerdem Vorsteher der Peter-und-Paul-Kirche in Moskau. Auf ihn geht die Gründung des staatlichen Apotheken-Amts in Moskau zurück.
Er hatte mehrere Kinder, unter anderem die drei Söhne Christian, Laurentius und Johann Deodat Blumentrost, die alle Hofärzte in Russland wurden.